# Moritz Semmel
Carl Moritz Semmel (* 27. März 1807 in Gera; † 20. März 1874 ebenda) war ein deutscher Verwaltungsbeamter und Politiker.

## Leben
Semmel war der Sohn des Kaufmanns Karl Friedrich Marcus Semmel und dessen Ehefrau Emilie Caroline geborene Kraneschitz. Seine Schwester Natali wurde unter dem Pseudonym Emma Allestein als Kochbuchautorin bekannt. Er war evangelisch-lutherischer Konfession und heiratete am 14. Januar 1842 in Leipzig Agnes Eleonore Josephine Fleischer (* 12. Januar 1824 in Leipzig; † 8. Dezember 1843 in Gera), die Tochter des Buchhändlers und Stadtrates Friedrich Fleischer in Leipzig.
Semmel studierte Staats- und Rechtswissenschaften und schloss das Studium mit der Promotion zum Dr. jur. ab. Nach dem Studium war er ab dem 30. Mai 1832 zunächst Baccalaureus juris mit der Zulassung als Advokat an den Untergerichten des Fürstentums. Am 10. Oktober 1834 wurde er Aktuar beim Justizamt Gera, wo er zeitweise auch kommissarischer Vorstand war. 1837 bis 1841 arbeitete er als Stadtsyndikus in Gera. Danach war er bis 1842 Amtmann beim Justizamt Gera-Untermhaus. Zum 1. Juli 1863 wurde er zum Vorstand der Abteilung für freiwillige Gerichtsbarkeit beim Justizamt Gera bestellt. Vom 7. September 1864 bis zu seiner Pensionierung im Jahr 1871 war er Landrat im Landkreis Gera. 
Neben diesen Tätigkeiten war er seit 1865 Mitglied im Kompetenzgerichtshof, 1870 Kreisdirektor der Land-Feuersocietät und Vorsitzender des Bezirksausschusses im Landesteil Gera.
Vom 10. November 1851 bis zum 16. Juli 1853 war er Abgeordneter im Landtag Reuß jüngerer Linie.

## Auszeichnungen
- Justizrat (1843)
- Geheimer Justizrat (1863)
- fürstliches Zivil-Ehrenkreuz I. Klasse (1858)
- fürstliches goldenes Ehrenkreuz (1873)